# Neve Herzog
Neve Herzog (hebrejsky: נווה הרצוג, doslova „Herzogova oáza“) je školský komplex v Izraeli, v Centrálním distriktu, v Oblastní radě Chevel Javne. Leží v nadmořské výšce cca 30 metrů v hustě osídlené a zemědělsky intenzivně využívané pobřežní nížině, mezi vesnicemi Nir Galim a Bnej Darom.
Nachází se 3 kilometry od břehu Středozemního moře, cca 29 kilometrů jihojihozápadně od centra Tel Avivu, cca 52 kilometrů západně od historického jádra Jeruzalému a 3 kilometry severovýchodně od přístavního města Ašdod. Neve Herzog obývají Židé, přičemž osídlení v tomto regionu je etnicky převážně židovské.
Neve Herzog je na dopravní síť napojen pomocí dálnicí číslo 41, která se severovýchodně odtud kříží s dálnicí číslo 42 a dálnicí číslo 4. Paralelně s dálnicí číslo 4 vede i železniční trať z Javne směrem do Ašdodu a Aškelonu.

## Dějiny
Neve Herzog byl založen v roce 1964 a pojmenován podle rabína Jicchaka ha-Levi Herzoga. Jde o školský komplex soustředěný okolo zdejší ješivy s cca 400 žáky. Slouží nábožensky orientované mládeži z okolního regionu, zejména z města Ašdod, napojené na hnutí Bnej Akiva.